# Nikon D50
La D50 es una cámara réflex digital de un solo objetivo de 6.1 megapíxeles para gran público, ahora descontinuada, vendida desde junio del 2005 hasta noviembre del 2006 por Nikon . Fue la primera cámara réflex digital de Nikon dirigida al mercado de consumo, y se vendió por 899 US $. Utiliza la montura Nikon F. La D50 fue substituida por la Nikon D40 en noviembre de 2006.

## Características
Tiene un 23.7 mm por 15.6 mm DX imagen de formato sensor con 6.1 millones de píxeles eficaces. También tiene un 2.0" (50 mm) polysilicon TFT LCD con 130,000 píxeles. El cámara utiliza un Through the lens exposición de abertura llena metering sistema. Pueda simultáneamente récord NEF y JPEG dato a un dispositivo de almacenamiento Digital Seguro. Como su más nuevo, más alto-fin sibling (el D80), los #D50 usos Aseguran Digitales en vez de CompactFlash las tarjetas encontradas en anteriores Nikon digitales SLRs. El cámara es powered por un rechargeable litio-batería de ion qué está reclamado para ser capaz de tomar hasta 2,000 tiros en un cargo solo. El cámara es compatible con PictBridge impresoras y puede disparar 2.5 marcos por segundo en modo continuo. Las dimensiones del cámara son 133 mm en ancho, 102 mm en altura, y 76 mm a fondo.
Tiene un sensor de imagen de formato DX de 23,7 mm por 15,6 mm con 6,1 millones de píxeles efectivos. También tiene un LCD TFT de polisilicio de 2.0 "(50 mm) con 130,000 píxeles. La cámara utiliza un sistema de medición de exposición de apertura total a través del lente . Puede grabar simultáneamente datos NEF y JPEG en un dispositivo de almacenamiento Secure Digital . Como su El D50, un hermano más nuevo y de mayor categoría, el D50 usa Secure Digital en lugar de las tarjetas CompactFlash que se encuentran en las cámaras réflex digitales Nikon anteriores. La cámara se alimenta con una batería recargable de iones de litio que se afirma que puede tomar hasta 2,000 tomas con una sola carga. La cámara es compatible con las impresoras PictBridge y puede disparar 2,5 fotogramas por segundo en modo continuo. Las dimensiones de la cámara son 133 mm de ancho, 102 mm de altura y 76 mm de profundidad.
La D50 es la única cámara réflex digital Nikon de nivel de entrada que tiene el motor de enfoque automático ("unidad de tornillo") integrado en el cuerpo de la cámara, lo que hace que la cámara sea compatible con los lentes de enfoque automático de unidad mecánica (serie Nikkor AF) que se remontan a 1989. Esta función se ha eliminado en los modelos de nivel de entrada posteriores y actualmente solo está disponible en los modelos de gama media y avanzada. Esto hace que la D50 sea la réflex digital Nikon más liviana para tener el motor de autoenfoque.
Esta cámara tiene muchas configuraciones a las que solo se puede acceder seleccionando una vista detallada del menú. Una de esas características es la capacidad de hacer una serie de imágenes expuestas de manera diferente para procesarlas en fotografías HDRI. El menú de la cámara se refiere a esta configuración como BKT (conjunto de corchetes).

## Mercado

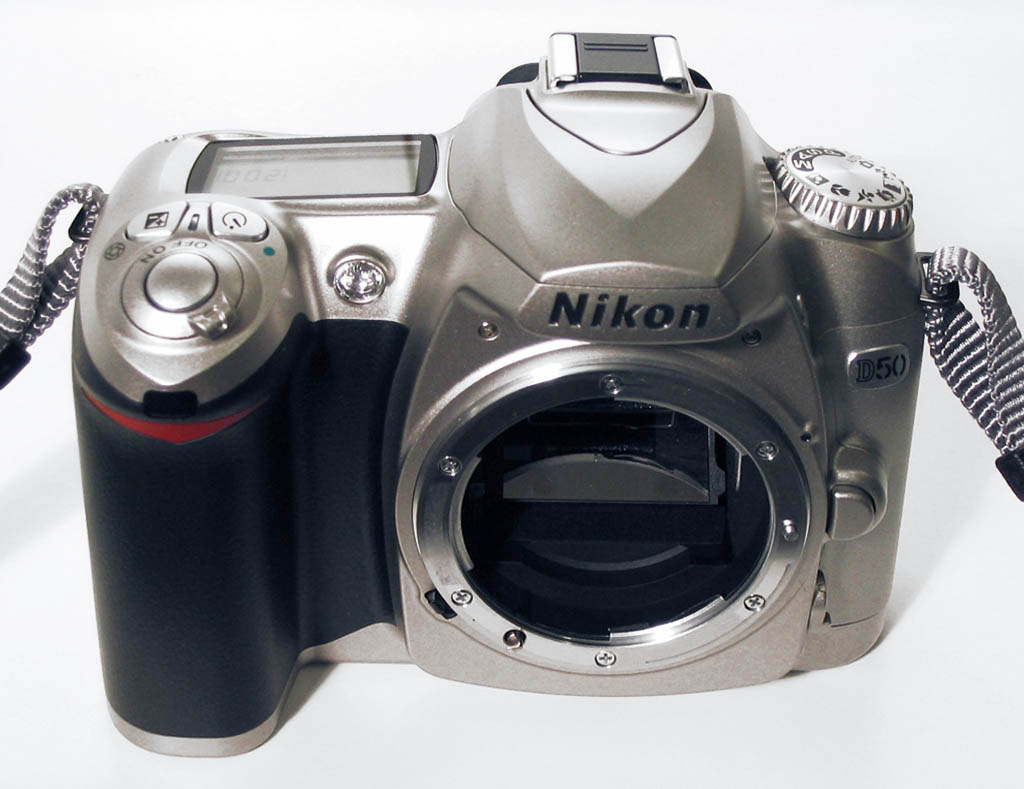
D50 cuerpo plateado.

El D50 se anunció el 20 de abril de 2005 [3] y se puso a la venta en junio de 2005. Cuando se presentó, la cámara tenía un precio de venta sugerido de US $ 799 para el cuerpo solo o $ 899 con un nuevo 18-55 mm F3.5- Lente 5.6 G AF-S DX . Otra variante del kit D50 que contenía tanto la lente 18–55 mm como la lente F4-5.6 G AF-S de 55–200 mm estaba disponible. Los competidores de la D50 incluyeron la Canon EOS 350D , la Pentax * ist DS , la Konica Minolta Dynax 5D y la Olympus E-300..
El sitio web Digital Photography Review calificó al D50 con una calificación alta y notó que su rendimiento de ruido mejorado en los D70 se derivó en gran parte, aunque tenía menos características de aficionado (lo que convierte a la D50 en la primera cámara réflex digital de nivel de entrada no especificada, lo que reduce el MSRP ) y Un precio más bajo que el de los D70. [4] Pruebas en profundidad realizadas por el sitio web Images Resources y la revista "Hoshi Nabi" (navegador de estrellas) de octubre de 2005, [5] indicaron que la D50 logró un bajo nivel de ruido a través de un rendimiento excepcionalmente bueno en el nivel del sensor. Las pruebas realizadas por Roger Clark confirmaron que la D50 tenía mayor ganancia y menor ruido que la D70. [6] Las pruebas de la D50 en todos los niveles ISO indicaron que ofrecía un bajo nivel de ruido sin pérdida de contraste o detalle.